# Chimairacoris
Chimairacoris is een geslacht van wantsen uit de familie van de Miridae (Blindwantsen). Het geslacht werd voor het eerst wetenschappelijk beschreven door Yasunaga in Schuh & Cassis.

## Soorten
Het genus bevat de volgende soorten:

- Chimairacoris flavipes Taszakowski, Masłowski & Cassis, 2023
- Chimairacoris lakshmiae Yasunaga, Schuh & Cassis, 2015
- Chimairacoris prodigiosus Yasunaga & Duwal